# Park Jie-won

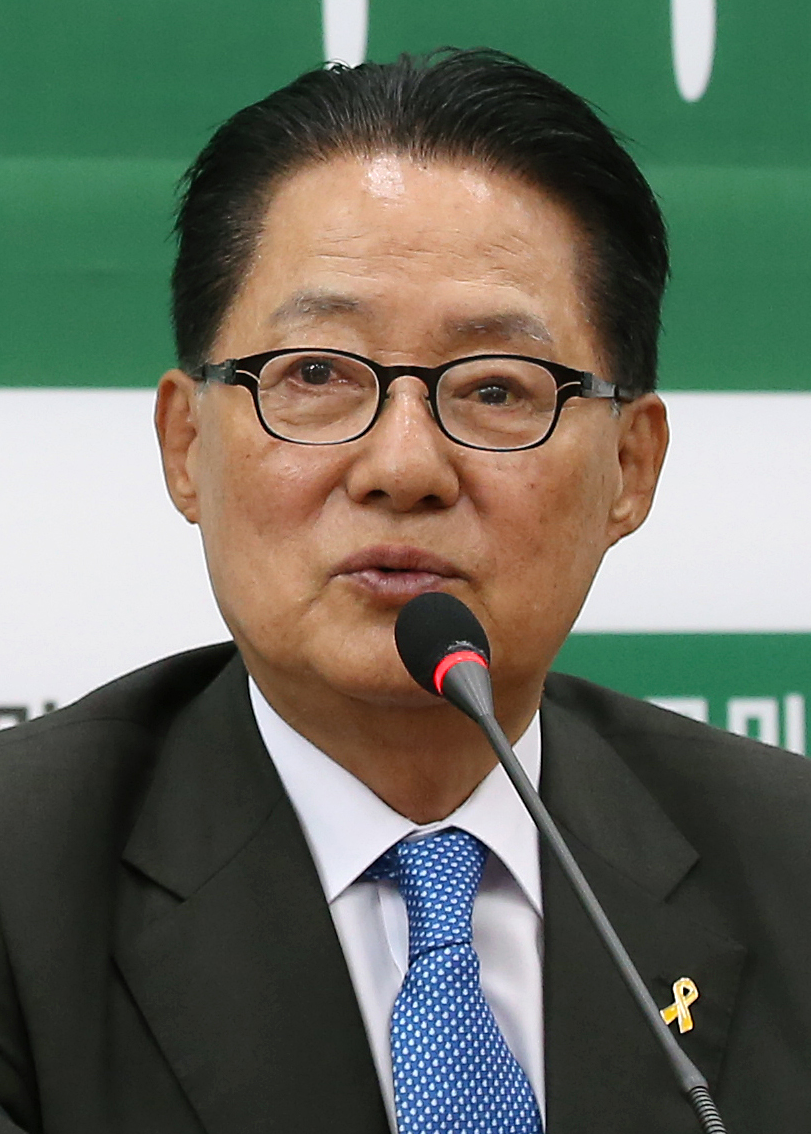
Park Jie-won (2017)

Park Jie-won (Koreanisch: 박지원, Hanja: 朴智元, * 5. Juni 1942 in Jindo) ist ein südkoreanischer Politiker. Er war Minister für Kultur, Sport und Tourismus und ist der Direktor des Nachrichten- und Auslandsgeheimdienstes NIS.

## Leben und Karriere
Er besuchte die Moontae High School in Mokpo und studierte an der Dankook Universität Ökonomie. 1969 schloss er das Studium mit Bachelor ab, danach arbeitete er bei Lucky Goldstar, dem Vorläufer der heutigen LG. 1972 emigrierte er in die USA und wurde für die Firma Dongsuhchem der regionale Filialleiter in New York. Später machte er sich selbständig und wurde ein sehr erfolgreicher Geschäftsmann. Während seines Aufenthalts in den Vereinigten Staaten lernte er Kim Dae-jung kennen, der im Exil war, und unterstützte ihn. Er war auch Vorsitzender der Gesellschaft der koreanischstämmigen Amerikaner in New York sowie der Föderation der koreanischen Gesellschaften in den USA.
1987, nach dem offiziellen Ende der Militärdiktatur, kehrte er nach Korea zurück und begleitete fortan Kim Dae-jung bei seiner politischen Laufbahn. 1992 zog er für die Demokratische Partei in die Nationalversammlung ein, vier Jahre später verlor er gegen Kim Moon-soo. 1998 bis 1999 war er der präsidiale Sekretär für Öffentliche Kommunikation, dann übernahm er das Ministerium für Kultur, Sport und Tourismus und 2002 wurde er der Stabschef des Blauen Hauses.
2000 arrangierte er das erste Innerkoreanische Gipfeltreffen zwischen Kim Dae-jung und Kim Jong-il. 2003, zu Beginn der Amtszeit von Roo Moo-hyun, wurde der Vorwurf laut, dass er sich unerlaubt am Geldtransfer in Millionenhöhe nach Nordkorea beteiligt hätte. 2006 wurde er dafür zu mehrjährigen Strafen verurteilt, im darauffolgenden Jahr wurde er vom Präsidenten begnadigt, so dass er bei der Parlamentswahl in Südkorea 2008 in Mokpo antreten und wiedergewählt werden konnte. 2009 wurde ihm ein Ehrendoktortitel von der Mokpo Universität verliehen.
2010 und 2012 war er Fraktionsvorsitzender der Demokratischen Partei, 2012 war er auch Interimsvorsitzender. 2015 kandidierte er für den Parteivorsitz, konnte sich jedoch gegen Moon Jae-in nicht durchsetzen. Bei der Parlamentswahl in Südkorea 2016 kandidierte er für die Volkspartei von Ahn Cheol-soo und gewann die Wahl. Nachdem die Volkspartei mit der Zeit auseinanderbrach, gründete er zusammen mit weiteren Abgeordneten die Minsaeng-Partei, einen weiteren Wahlerfolg konnte er jedoch nicht mehr erzielen.
Nach der Parlamentswahl in Südkorea 2020 erhielt er zunächst einen Lehrstuhl an der Dankook Universität, ehe er im Juli 2020 zum Direktor des Nachrichtendienstes NIS ernannt wurde.